# Fábrica de harinas La Ceres
El edificio de la antigua fábrica de harinas "La Ceres" situado en el barrio de San Francisco, en Bilbao (Vizcaya, España), es una construcción de pisos medianera ubicada en la alineación del muelle de La Merced. Fue la primera obra construida en el estado español en hormigón armado sistema Hennebique.

## Historia
Fundada por Toribio Ugalde en 1891, el nombre de la fábrica provenía de Ceres, diosa romana de la agricultura, las cosechas y la fecundidad.
Se construyó entre 1899-1900 según proyecto del ingeniero Ramón Grotta y Palacios en colaboración con el arquitecto Federico Ugalde, y estaba conformada en origen por planta baja y cuatro pisos, con una cubierta amansardada que desapareció en los años 50 al añadirse dos alturas más a la edificación.
La fachada, con fábrica de ladrillo enfoscado y piezas modulares de piedra artificial, presenta una cuidada factura con distribución uniforme marcada por la cuadrícula formada por las fajas correspondientes a las alineaciones de pilares y forjados. Se organiza la misma en seis ejes con vanos pareados excepto en el eje extremo que marca el quiebro de la alineación, más pequeño y con vanos sencillos. Los huecos de las plantas originales son en arco rebajado con dintel curvado y decoración moldurada, elementos que confieren prestancia a este edificio industrial.
La estructura de la construcción se levantó en hormigón, constituyendo una aplicación pionera de la patente Hennebique de hormigón armado que hace de este edificio un hito tecnológico en la historia de la arquitectura industrial vasca. Por ello, está catalogado como Bien Cultural con la categoría de Monumento.
En el año 2001 este edificio fue rehabilitado por el arquitecto J. Iñaki Aurrekoetxea Aurre, transformándolo en un edificio de viviendas, manteniendo los elementos sustanciales de la estructura vistas y recuperando el perfil original, ya que este se había perdido con un levante anterior.